# Seven Great Singing Stars

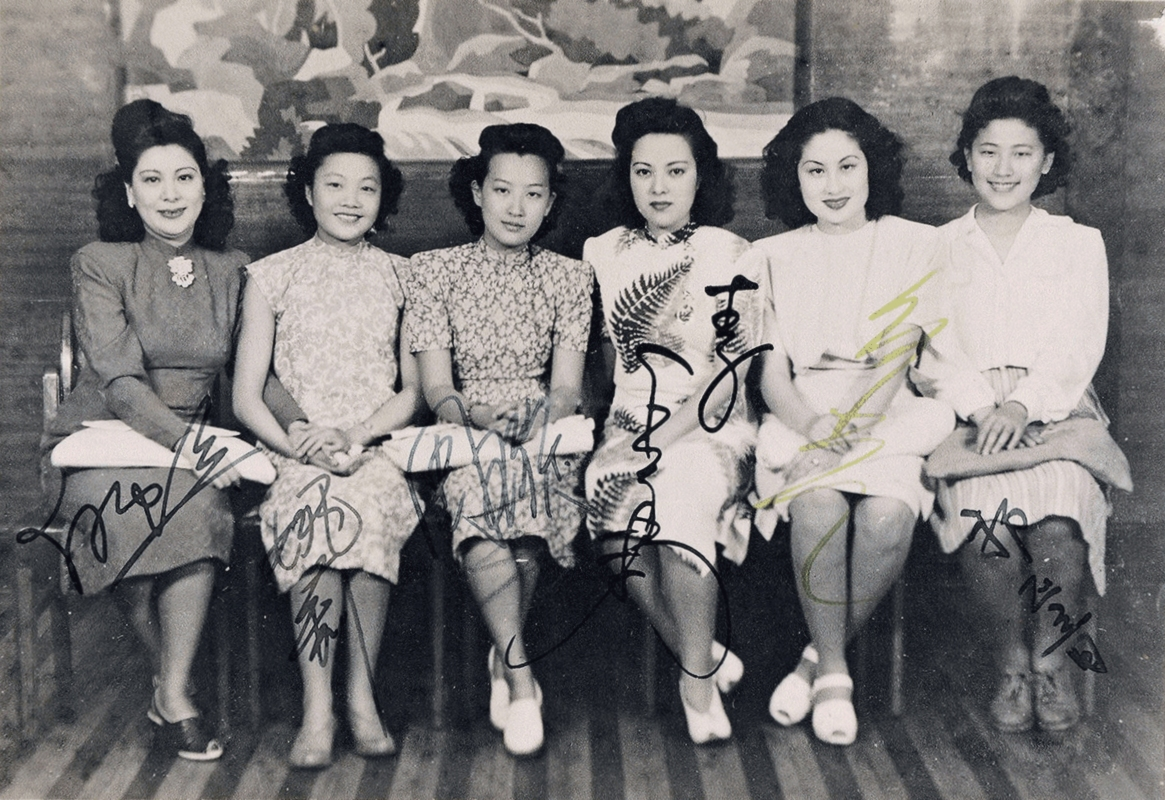
Cinco de las estrellas cantantes chinas de los años 40; de izquierda a derecha: Bai Hong, Yao Lee, Zhou Xuan, Li Xianglan (Yoshiko Yamaguchi), Bai Guang. La última, Qi Zhengyin, no es una de las siete. En la foto faltan Wu Yingyin y Gong Qiuxia.

 Seven Great Singing Stars (Las Siete Grandes Estrellas de la Canción; en chino: 七大 歌星; pinyin: Qi dà Gexing), fue un grupo de reconocidas cantantes chinas de la década de 1940.

## Antecedentes
Varias de las estrellas actuaron en el cine y su música tuvo un papel importante en el desarrollo del cine chino. Dominaron la industria de la música pop china durante los años 1930 y 1940, que se concentraba en Shanghái y con frecuencia actuaban en un género conocido como Shidaiqu (canción de la época, contemporánea). Entre las primeras estrellas que surgieron en la década de 1930, se encontraban Zhou Xuan, Gong Qiuxia y Bai Hong. En los años 40, Bai Guang, Yao Lee, Li Xianglan y Wu Yingyin también se hicieron populares y estas siete fueron agrupadas como las Seven Great Singing Stars.
Shanghái estuvo ocupada por los japoneses desde 1937 a 1945. Li Xianglan, de nacionalidad japonesa y nacida Yoshiko Yamaguchi, llegó a la fama en este periodo, aunque su ascendencia japonesa no fue revelaba en ese momento. Después de la victoria comunista en 1949, se inició una gran migración de personas de Shanghái a Hong Kong y el Partido Comunista de China también denunció el género musical moderno como "música amarilla", una forma de pornografía, lo que puso fin a este período en Shanghái. La industria del cine y la música ya había comenzado a trasladarse a Hong Kong en los años 1940, y en la década de 1950 Hong Kong se había convertido en el nuevo centro de la industria del entretenimiento. Si bien algunas de las siete continuaron actuando durante muchos años, Zhou Xuan falleció en 1957 y Bai Guang dejó de grabar en 1959.

## Las estrellas
| Nombre en inglés | Nombre alternativo                                    | Nombre en chino | Nacimiento | Muerte | Éxitos más conocidos |
| ---------------- | ----------------------------------------------------- | --------------- | ---------- | ------ | --- |
| Bai Guang        | Queen of the Low Voice (低音歌后)                     | 白光            | 1921       | 1999   | "Waiting For Your Return" (等著你回來) "Hypocrite" (假正經) "Autumn Night" (秋夜) "If I Didn't Have You" (如果沒有你) "Revisiting Old Dreams" (魂縈舊夢)                                       |
| Bai Hong         | White Rainbow                                         | 白虹            | 1919       | 1992   | "He Is Like The Spring Wind" (郎是春日风) "Drunkard's Lipstick" (醉人的口紅) |
| Gong Qiuxia      | "Big Sister"                                          | 龔秋霞          | 1916       | 2004   | "Best Wishes" (祝福) "The Girl by the Autumn Water" (秋水伊人) "Dream Person" (夢中人) |
| Li Xianglan      | Yamaguchi Yoshiko (山口淑子) Ōtaka Yoshiko (大鷹淑子) | 李香蘭          | 1920       | 2014   | "Candy Selling Song" (賣糖歌) "Fragrance of the Night" (夜來香) "Second Dream" (第二夢) "Ocean Bird" (海燕)                                                                                    |
| Wu Yingyin       | Queen of the Nasal Voice (鼻音歌后)                   | 吳鶯音          | 1922       | 2009   | "Heartbreak" (斷腸紅) "The Moon Sends My Love From Afar" (明月千里寄相思) "Spring Returns to the World"(大地回春) "I Have a Love" (我有一段情)                                                 |
| Yao Lee          | Silvery Voice (銀嗓子)                                | 姚莉            | 1922       | 2019   | "Rose, Rose, I Love You" (玫瑰玫瑰我愛你) "Meet Again" (重逢) "Congratulations" (恭喜恭喜) "I Can't Have Your Love" (得不到的愛情) "Love for Sale" (賣相思)                                    |
| Zhou Xuan        | Golden Voice (金嗓子)                                 | 周璇            | 1918       | 1957   | "The Wandering Songstress" (天涯歌女) "Shanghai Nights" (夜上海) "When Will You Return?" (何日君再來) "Song of the Four Seasons" (四季歌) "Yellow Leaves Dancing in Autumn Wind" (黃葉舞秋風 ) |

- Datos: Q865982